# Nicole Estienne
Pour les articles homonymes, voir Estienne.
Nicole Estienne, née à Paris vers l'an 1542 et morte entre 1589 et 1595, est une femme de lettres française.

## Biographie
Fille du médecin et imprimeur Charles Estienne et de Geneviève de Berly, Nicole Estienne grandit dans le milieu lettré de la famille Estienne, imprimeurs du Roi dans le quartier Saint-Jacques, à Paris. Un contemporain, Antoine du Verdier, la décrit ainsi : « C'est une Dame bien accomplie, tant en gaillardise d'esprit que grâce de bien dire, à ce que j'en ai vu, devisant une fois avec elle. »
Il est difficile de tracer avec exactitude son parcours : « La pauvreté d'informations exactes, les infortunes de textes manuscrits perdus - ou, à tout le moins non encore découverts, génèrent paradoxalement des discours constants, sinon prolixes, sur la personne, la vie, le caractère de Nicole Estienne. (...) Son souvenir est transmis, et déformé, par les méandres de mémoires incidentes, à l'occasion de biographies concernant les membres de la famille Estienne, le poète Jacques Grévin, ou son époux Jean Liébault. La documentation des sources se révèle lacunaire, ruinée par des années de Ligue ou par la négligence de nos prédécesseurs en matière de femmes-écrivains.»
Dans sa jeunesse, le poète et médecin Jacques Grévin l'aimera avec passion. De sa rencontre avec Nicole Estienne, « fleur de seize ans » en mars 1558 jusqu'en 1561, il lui dédiera de nombreux poèmes dont il publiera deux recueils à l'adresse d'« Olympe », un nom de convention conforme à l'usage des poètes de l'époque.
En 1560, un premier ouvrage, L'Olimpe est publié par l'imprimerie de Robert Estienne, tenue à l'époque par le père de Nicole, Charles Estienne, avec des poésies liminaires de Ronsard, Du Bellay, Remy Belleau. L'anagramme qu'y place Jacques Grévin dans le vers « Entend qu'il est déjà sien en election » identifie Nicole Estienne. Selon La Croix du Maine, ce long poème de Jacques Grévin en faveur de Nicole Estienne, sa  maîtresse, avait été composé en vue d'obtenir sa main : « Ce qu'il en faisait, c'était en espérance de l'avoir en mariage ».
En juin 1561, la seconde partie de L'Olimpe est publiée dans « Le Théâtre de Jaques Grévin de Clermont en Beauvaisis ». Mais les sonnets de La Seconde Olimpe laissent entendre que l'amour de Grévin envers Nicole Estienne n'était pas réciproque (« Et constamment aimer celle la qui ne m'aime ») et suggèrent que celle-ci était déjà promise à quelqu'un d'autre (« Et je crois que pour autre elle se fait macquerelle. »).
Philippe Renouard la donne pour mariée en 1561 à Jean Liébault, docteur régent à la Faculté de médecine de Paris.
Le 16 novembre 1561 a lieu à la criée la vente des biens de Charles Estienne, condamné en 1557 dans l'affaire des Grecs du roi. Le 11 décembre 1561, Jean Liébault, donné à cette date pour gendre de Charles Estienne par Renouard, dépose en tant que créancier, une opposition sur le prix à provenir de cette vente. Charles Estienne lui avait en effet constitué en novembre 1556 une rente de 1 200 livres tournois dont il restait 832 livres à payer. Le 3 août 1564, Nicole Estienne renonce conjointement avec son mari Jean Liébault, à la succession de Charles Estienne, son père.
Un portrait dessiné  de Nicole Estienne sous le nom de « Madame Lyébault » est conservé à la Bibliothèque Nationale de France.
On ne connaît pas la date exacte de la mort de Nicole Estienne mais son sonnet liminaire au recueil de Baptiste Badère montre qu'elle vivait encore en 1588.
Elle est morte avant 1596 car son nom ne figure pas dans l'inventaire des biens de Jean Liébault à son décès.

## Œuvres
Nicole Estienne était déjà connue en son temps comme écrivaine de langue française comme le rapporte Sébillet en 1581 : 

« Aussi ont jà commencé les Dames de France à bien écrire et hautement dire ... la damoiselle de la Guéterie, à présent Dame de Clermont, la Dame de Liébaut, Parisiennes, et autres plusieurs françaises Dames m'en portent témoignage. »
La Croix du Maine écrit en 1584 à propos de l'œuvre de Nicole Estienne :

« Elle a écrit plusieurs poésies françaises non encore imprimées et entre autres les réponses aux Stances du mariage écrites par ph. des P. (Philippe des Portes) Le mépris d'Amour, non encore imprimé, non plus que les susdites Stances. Davantage elle a composé une Apologie ou défense pour les femmes, contre ceux qui les méprisent. Ce livre est écrit en prose et n'est pas encore imprimé. »
Le manuscrit de 1573 des quelque 162 alexandrins des Stanzes du mariage de Madame Liébault signé J'estonne le ciel, l'anagramme de son nom, Nicole Estienne, qu'elle s'est choisi comme devise, est conservé à la Bibliothèque nationale de France. Nicole Estienne s'adresse aux hommes et critique la misogamie masculine :

« Hé donc parmi cet heur êtes vous aveuglés

Pour ne voir tant de biens que Dieu vous a baillés?

Voulez-vous mépriser une manne si douce?

Ne savourez-vous point la douceur de ce miel

Qui sur le genre humain pleut et tombe du ciel?

Gardez en ce faisant que Dieu ne se courrouce. »

Le sonnet de 250 alexandrins Les misères de la femme mariée a été publié sans date à la fin du XVIe siècle à Paris chez Pierre Menier  avec une épître dédicatoire de Claude Le Villain.
Philippe-Louis Joly, dans ses Remarques critiques sur le Dictionnaire de Bayle de 1752 mentionne que Nicole Estienne a « mis un ouvrage en lumière cité sous ce titre dans le curieux catalogue du baron d'Hoendorff » imprimé à Rouen en 1597.
Dans les Misères de la femme mariée, Nicole Estienne déplore le sort et les mauvais traitements qui attendent une femme comme épouse, fût-elle gentille et intelligente :

« Aussi voit-on souvent qu’un homme mal-habille

Indigne, épousera quelque femme gentille,

Sage, de rare esprit et de bon jugement

Mais lui ne faisant cas de toute sa science,

(comme la cruauté suit toujours l’ignorance)

L’en traitera plus mal, et moins humainement. »

Deux œuvres en prose Le mépris d’amour et L’Apologie ou Défense pour les femmes contre ceux qui les méprisent ne nous sont pas parvenues.
Ces écrits de Nicole Estienne s'insèrent dans le débat argumenté de la Renaissance entre misogynes et « champions des dames » sur la nature de la relation homme-femme, le mariage.

Parmi les réponses d'écrivains défenseurs des femmes aux Stances du Mariage de Philippe Desportes, Hélène Cazes souligne que la réplique de Nicole Estienne dans Les Misères de la femme mariée est le seul texte écrit par une femme traitant ouvertement des problèmes de la femme mariée.
Que la femme soit riche, pauvre, belle ou laide, Philippe des Portes montre dans ses Stances que le mari ne peut en subir que des inconvénients. Nicole Estienne montre au contraire que riche, pauvre, belle ou laide, la femme procure du confort à son mari. Symétriquement, elle montre que le mari, qu'il soit riche, pauvre, jeune ou vieux, procure à son épouse une vie souvent difficile sur le plan matériel et moral.
Dans Les Stances du mariage, Nicole Estienne répond aux vers de Desportes en inversant la polarité du mal au bien : à la « mauvaiseté » originelle des femmes clamée par Desportes et au calvaire dont se plaint le mari (« Si vous l'épousez riche, il se faut préparer de servir, de souffrir, de n'oser murmurer... ») Nicole Estienne oppose la bonté des femmes et les avantages évidents qui en découlent pour les hommes dans la charge maritale (« Si vous la prenez riche, elle vous traictera. Sans peine et sans travail son bien vous nourrira »).
Dans Les Misères de la femme mariée, Nicole Estienne répond à nouveau aux vers de Desportes, mais en inversant les genres cette fois : dans une situation symétrique, ce n'est pas l'homme qui subit les misères du mariage, c'est la femme. Ainsi aux préjudices clamés par Desportes (« Si vous l'épousez riche, il se faut préparer de servir, de souffrir, de n'oser murmurer... ») elle oppose la réalité de l'oppression subie par l'épouse dans une  situation symétrique (« S’elle en espouze un riche, il faut qu’elle s’attende d’obéir à l’instant à tout ce qu’il commande, sans oser s’enquérir pour quoy c’est qu’il le fait ».)
Hélène Cazes analyse ainsi la réécriture du mythe fondateur du mariage par Nicole Estienne :

« Les tourments décrits par Desportes pèsent non sur l'homme mais sur la femme. Dans ce retournement en diptyque des clichés contre le mariage et l'épouse, Nicole opère la distinction logique décisive : l'épouse n'est pas la source des maux. Car le mariage précède le péché originel : il n'en est pas le châtiment. Et les dérèglements conjugaux sont le fait des hommes. »
Un manuscrit du Fonds Dupuy de la Bibliothèque Nationale contient également trois sonnets de Nicole Estienne, des réponses à des sonnets d'admirateurs anonymes à propos de l'anagramme dont elle signe ses poèmes J'estonne le Ciel.

Ce n'est ni par sa beauté, ni par sa vertu qu'elle étonne le ciel, mais par sa patience, sa résistance :

« Bien que le nom s'accorde à la chose nommée, ... 

Si j'étonne le Ciel, ne faictes jugement 

que je suys de beauté divinement douée, 

ou que toute vertu s'est en moi retirée... 

Mais c'est tant seulement par une patience 

qui me rend comme un roc, 

lequel fait résistance, 

à la rigueur des flots 

et jamais n'est brisé. »

Nicole Estienne signe aussi J'estonne le ciel et N.E un quatrain liminaire dédié à François Béroalde de Verville  :

« En sentences, en vers, en secrets, en discours, 

non obscur, non menteur, non trompeur, non venteur, 

tu es, deviens, tu fus et tu seras toujours, 

philosophe, poète, alchemiste, orateur. »

On connaît encore de Nicole Estienne un sonnet liminaire adressé à Baptiste Badère pour ses Dévotes méditations publiées en 1588.